# Ribeira Seca (Vila Franca do Campo)
Ribeira Seca ist eine Gemeinde (Freguesia) im Kreis (Concelho) von Vila Franca do Campo auf der portugiesischen Atlantikinsel São Miguel, die zu den Azoren gehört. Auf einer Fläche von 5,5 km² leben 1005 Einwohner (Stand 19. April 2021) in der Gemeinde, was einer Bevölkerungsdichte von 181,9 Einwohnern/km² entspricht.
Die Gemeinde wurde 2002 neu geschaffen und ist somit die jüngste Gemeinde der Azoren.